# Севт III
Севт III (др.-греч. Σεύθης; около 380 года до н. э. — около 300 года до н. э.) — правитель Одрисского царства во Фракии последней четверти IV века до н. э.
Севт III принадлежал к правящему одрисскому царскому роду Тересидов. В 342/341 году до н. э. Одрисское царство было завоёвано Филиппом II Македонским. Севт сохранил власть над землями в верховьях Тонсуса, признав верховную власть Македонии. После поражения войска македонского наместника во Фракии Зопириона между 331 и 325 годами до н. э. в сражении со скифами или гетами Севт III решился на восстание. Возрождение одрисской государственности не привело к восстановлению царства в прежних границах. Следствием восстания Севта стало разделение прежних владений Одрисского царства на две части с размытыми границами — под властью македонян и под властью одрисов.
В 323 году до н. э. македонским наместником во Фракии стал Лисимах. Сражение между войсками Севта III и Лисимаха не выявило победителя. Предположительно, между военачальниками было заключено мирное соглашение, детали которого неизвестны. Через 10 лет в 313 году до н. э. Севт III поддержал восстание греческих полисов на черноморском побережье против Лисимаха. После очередного сражения с македонянами между Севтом III и Лисимахом было вновь заключено мирное соглашение. По одной из версий, оно включало заключение брачных союзов между фракийским царём и дочерью Лисимаха Береникой, а также между Лисимахом и родственницей Севта III.
С именем Севта III связано основание города Севтополя, который стал столицей Одрисского царства.

## Биография
Севт принадлежал к царскому одрисскому роду Тересидов. Предположительно он родился около 380 года до н. э. По одной версии, Севт III был сыном царя Котиса I, по другой — представлял некую боковую ветвь царского рода. В 342/341 году до н. э. македонский царь Филипп II завоевал Одрисское царство и присоединил его к своему государству. Согласно Полиэну, гипархом при последнем одрисском царе перед македонским завоеванием Керсоблепте был Севт. Возможно, Севт-гипарх Керсоблепта идентичен Севту III. После присоединения к Македонии Севт, возможно, заручился поддержкой Филиппа II. Он сохранил свои земельные наделы и даже начал строительство города Севтополя. При наследнике Филиппа II Александре Македонией управлял его наместник Антипатр. По одной из версий, Севт III сумел наладить с ним хорошие взаимоотношения и даже взял в жёны его родственницу Беренику

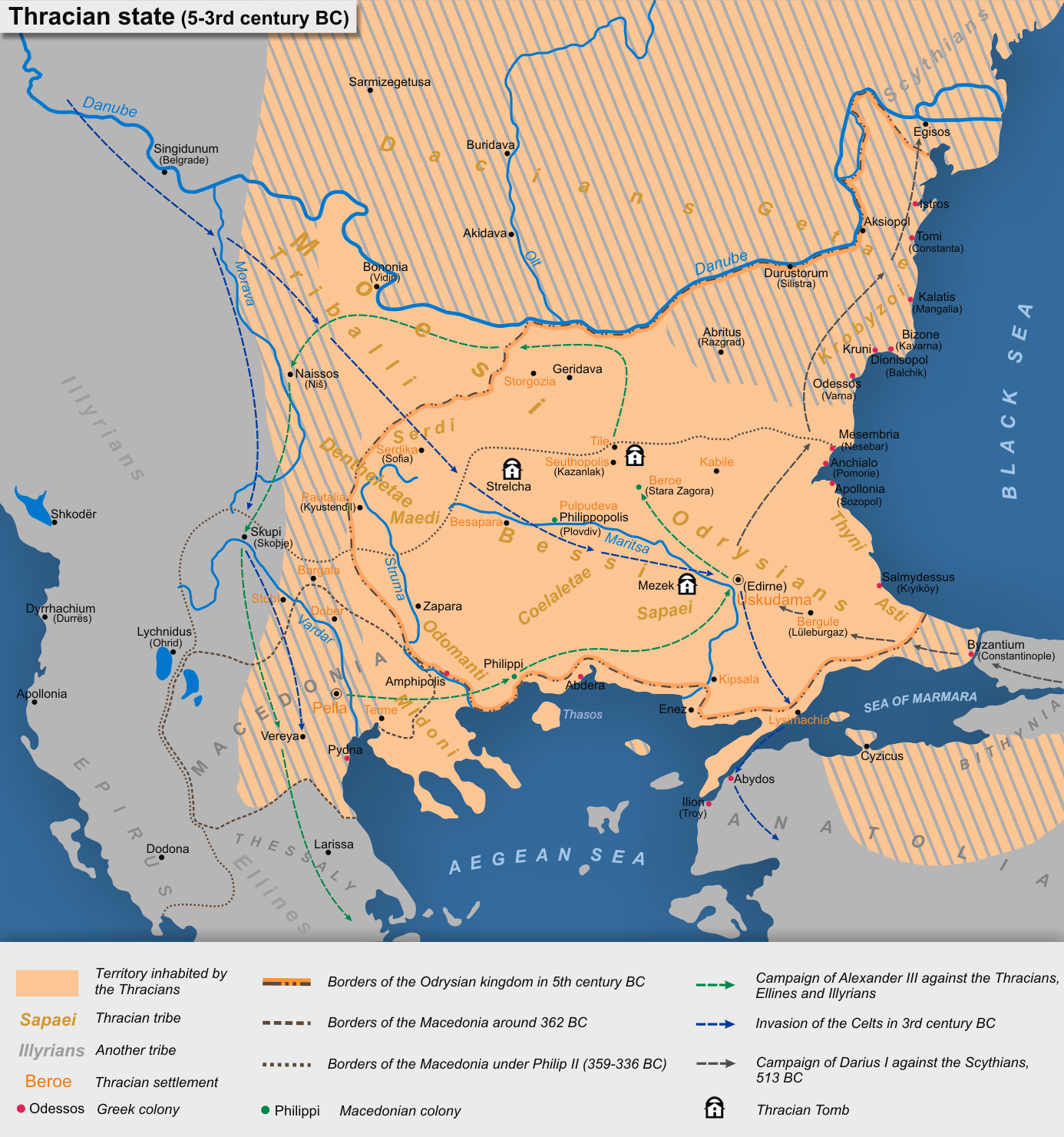
Одрисское царство в V—III вв.

В 330-е годы в Афинах проживал одрисский аристократ Ребула, согласно данным эпиграфики, «сын Севта и брат Котиса». Афиняне приняли посланника одрисов с почётом, декларировали приверженность прежним договорам с Одрисским царством и даже даровали Ребуле права гражданства. В историографии существует несколько противоречивых версий относительно происхождения Ребулы и целей его пребывания в Афинах. Г. Берве и В. Хеккель считали Ребулу сыном Севта III. По мнению историков, миссия носила дипломатический характер и была связана с мятежом Мемнона. М. Манов предположил, что Севт III отправил своего сына Ребулу в Афины не с целью создания антимакедонского союза, а для того, чтобы не подвергать его жизнь опасности на родине.
В промежутке между 331 и 325 годами до н. э. наместник македонян во Фракии Зопирион совершил поход на север и осадил причерноморский полис Ольвию. Он не смог захватить этот город и на обратном пути погиб вместе со всем войском в степной зоне в междуречье Дуная и Днестра. Несмотря на участие одрисов в войске Македонии, в том числе и во время завоевательных походов Александра, они не теряли надежды вернуть себе независимость и восстановить государственность. На этом фоне Севт решился на восстание против македонян. На тот момент македоняне правили Фракией 10—15 лет. После более чем полуторавековой истории Одрисского царства, фракийцы не воспринимали их в качестве полноправных и законных правителей. Этот фактор способствовал быстрому восстановлению Одрисского царства во главе с представителем бывшей царской династии Севтом. Возрождение одрисской государственности не привело к восстановлению царства в прежних границах. Если на пике могущества царь одрисов Ситалк, согласно Диодору Сицилийскому, мог собрать войско в 120 тысяч пехоты и 50 тысяч конницы, то при Севте III тот же автор оценивал одрисское войско в двадцать тысяч пехотинцев и восемь тысяч всадников. Восстание Севта привело к разделению прежних владений Одрисского царства на две части с размытыми границами — под властью македонян и под властью одрисов.
Поражение Зопириона и, как следствие, выход из под контроля ситуации в Европе, стало одним из факторов, из-за которых Александр поручил своему военачальнику Кратеру отвести в Македонию подкрепление из десяти тысяч ветеранов и заменить Антипатра на посту наместника европейской части империи. Путешествие Кратера было крайне неторопливым. К моменту смерти Александра в июне 323 года до н. э. он находился в Киликии. После смерти Александра состоялся раздел империи. Фракия и прилежащие к ней земли были переданы в управление бывшему телохранителю-соматофилаку Александра Лисимаху, которого новый регент империи Пердикка считал преданным лично ему военачальником.
После смерти Александра началась война греков за независимость от Македонии. На этом фоне наместник Македонии Антипатр не мог заниматься фракийскими проблемами. Одновременно, назначение Лисимаха македонским наместником во Фракии было направлено на уменьшение влияния Антипатра в Европе. Согласно Диодору Сицилийскому, после прибытия Лисимаха Севт «вывел в поле двадцать тысяч пехотинцев и восемь тысяч всадников». Хоть силы Лисимаха были в несколько раз меньшими, не более четырёх тысяч пеших воинов и только две тысячи всадников, они состояли из ветеранов походов Александра и по качеству подготовки существенно превосходили фракийцев. В результате ожесточённого сражения Лисимах понёс большие потери, «убив врагов во много раз больше». Оба военачальника были вынуждены вернуться в свои лагеря, а сражение не выявило явного победителя. Дальнейшая последовательность событий достоверно неизвестна. Следующее упоминание Севта III в письменных источниках связано с событиями 313 года до н. э. Одновременно, согласно нумизматическим находкам в период между 323 и 313 годами до н. э. одрисы чеканили собственную монету. Возможно, между войсками Севта III и Лисимаха произошло ещё одно сражение. Предположительно, в конечном итоге между двумя правителями Фракии было заключено мирное соглашение, детали которого неизвестны. Севт III правил в области верхнего и среднего течения Тонсоса и не платил дань Лисимаху, то есть взаимоотношения с македонским правителем нельзя назвать вассальными. Одновременно, по одной из версий М. Манова, Севт III был зависим от царя гетов Дромихета. Этот вывод основан на стратегеме Полиэна, в которой Дромихет назван царём фракийцев, а некий «Севт» — его стратегом. В данном случае М. Манов отождествил Севта-стратега Дромихета и Севта III. Данный вывод не является общепризнанным. В оригинальном тексте Полиэна, стратегом Дромихета является некий «αίφείς», а «Севт» (Σεύθης) представляет собой более позднюю корректуру.
В 313 году до н. э. Севт III поддержал восстание греческих городов черноморского побережья против Лисимаха. Возможно, таким образом он надеялся расширить своё влияние в юго-восточной Фракии. Восстание проходило на фоне Третьей войны диадохов. Возможно, что решение Севта III начать войну было инспирировано эмиссарами Антигона. Согласно Диодору Сицилийскому, на этом фоне Лисимах был вынужден вернуться во Фракию: «Когда, однако, он достиг проходов Гема, он обнаружил, что Севт, фракийский царь, который перешёл к Антигону, защищает переходы с множеством солдат. Ввязавшись в бой, который длился довольно долго, Лисимах потерял немало своих людей, но он уничтожил огромное количество врагов и одолел варваров». Между двумя фракийскими правителями было вновь заключено мирное соглашение. Возможно, оно предполагало брачные союзы. Павсаний при описании действий Александра, сына Лисимаха, утверждал, что он был сыном некой «одрисской женщины». Х. Лунд предположила, что знатная одрисиянка стала одной из жён Лисимаха при заключении мира с Севтом III. Также историк подчёркивала, что у Севта III, согласно данным эпиграфики, была жена с македонским именем Береника, от которой у него родилось четыре сына. По её мнению, речь идёт о дочери Лисимаха, которая была выдана замуж при заключении мира.
С. Ю. Сапрыкин приводит собственную реконструкцию последующих событий. По его мнению, после 313 года до н. э. Севт III признал вассальную зависимость от македонян. Часть одрисской знати, которую не устраивало такое положение вещей, поддержала Севта, возможно сына Севта III, поступившего на службу к гетскому царю Дромихету, который не признавал власти Лисимаха и вёл борьбу за независимость. Во время похода Лисимаха против гетов между 294 и 291 годами до н. э. Севт применил описанную Полиэном хитрость, вследствие которой македонский царь попал в плен к Дромихету. Именно это событие, по мнению С. Ю. Сапрыкина, было ошибочно описано античным автором как гибель Лисимаха.
Детали жизни Севта III после 313 года до н. э. неизвестны. Д. Попов датировал его смерть периодом между 302/301 и 297 годами до н. э., В. О. Никишин — «около 300 года до н. э.», М. Манов — не позднее 279 года до н. э.

## Семья

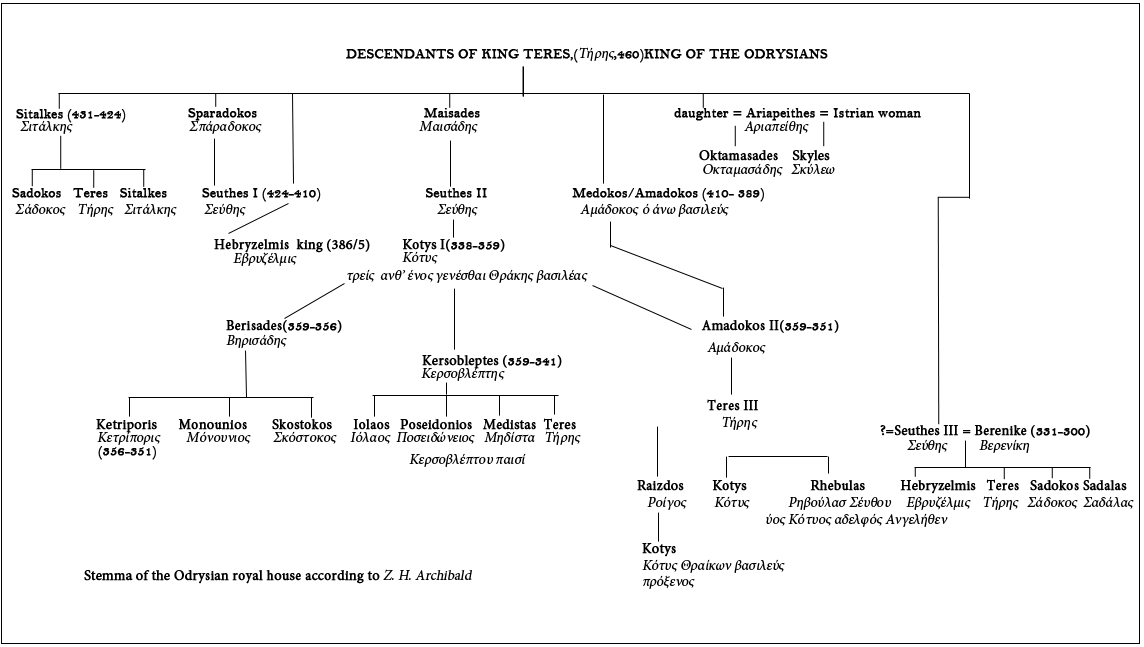
Предположительное генеалогическое древо Тересидов

В историографии имеется несколько противоречивых версий относительно потомства и наследника Севта III. Достоверно, одной из жён Севта III была Береника. Историки обращают внимание на её характерное для македонского ономастикона имя, что предполагает соответствующее происхождение. По мнению М. Тачевой, Береника имела отношение к царскому двору Селевка; М. Манова — к семье наместника Македонии во время отсутствия Александра Антипатра. Авторы четырнадцатитомной «Истории на България», Г. Михайлов и С. Ю. Сапрыкин предположили родство Береники с Антигоном. В этом случае заключение брака могло быть связано с достижением союза между противниками Лисимаха. З. Арчибальд и С. Бурштейн, напротив, указали, что Береника была, видимо, дочерью Лисимаха. Х. Лунд, отмечая, что Береника носила македонское имя, считает её дочерью или Антигона, или Лисимаха. Д. Димитров и М. Чичикова констатировали только, что Береника была македонского происхождения. Она стала женой Севта либо в 313 году до н. э. (позиция Г. Михайлова), либо ранее (С. Бурштейн).
Согласно данным Севтопольской надписи, у Севта III от Береники родилось четыре сына — Гебризельм, Терес, Саток и Садал. На момент создания надписи они, вероятно, были несовершеннолетними. Их мать Береника, по одной из версий, приняла правление после смерти или, возможно, даже при жизни Севта III. Севтопольская надпись представляла собой договор с правителем фракийского города Кабиле Спартоком. Разрушение Севтополиса и конец правящей династии, по одной из версий, связано с вторжением кельтов в середине 270-х годов до н. э. По другой, город продолжал оставаться столицей внутреннего фракийского царства и во второй четверти III века до н. э.
Кроме четырёх сыновей от Береники, как минимум ещё двух персонажей — Ребулу и Котиса II, который, по одной из версий, возглавил Одрисское царство после смерти отца, называют сыновьями Севта III. Ребула и Котис в 330 году до н. э. были достаточно взрослыми, чтобы представлять одрисов в Афинах. Соответственно, они никак не могли являться детьми Береники, брак которой с Севтом III датируют периодом войн диадохов. В 2000 году недалеко от города Смядово была обнаружена гробница некой «Гонимаседзе, жены Севта». В своём исследовании, посвящённом Гонимаседзе, М. Манов доказывал, что она представляла собой гетскую царевну, внучку Кофелая. Историк считал, что их брак был заключён в 351 году до н. э. Её родство с женой Филиппа II Медой стало одним из факторов, благодаря которым македонский царь сохранил за Севтом III власть в его владениях. От Гонимаседзе у Севта III, по мнению М. Манова, родилось пять детей — сыновья Ребул, Котис и Дромихет, а также дочери Пирула и Пебина. Однако гипотеза М. Манова о «Гонимаседзе, жене Севта III» не находит признания у историков. Г. Атанасов, Н. Неделчев и Д. Котова считали, что Гонимаседзе была супругой другого Севта, возможно стратега Дромихета с тем же именем.

## Монеты

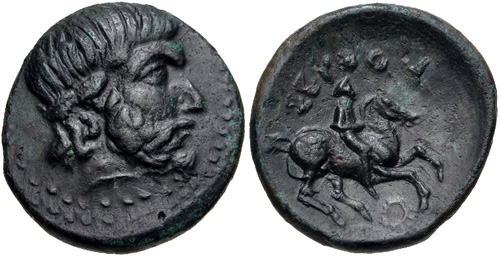
Бронзовая монета с изображением Севта III (VII тип)

Нумизматы на 2015 год насчитывали более 1300 сохранившихся отчеканенных при Севте III бронзовых монет. Среди них выделяют шесть или семь монетных типов. Классификация из семи типов включает:
1. монеты с восьмиконечной звездой или молнией;
2. орёл на одной стороне, имя правителя в венке на другой;
3. орёл на одной стороне, молния на другой;
4. голова Зевса на одной стороне, всадник на другой;
5. голова Зевса на одной стороне, молния на другой;
6. голова Зевса на одной стороне, навершие копья на другой;
7. голова Севта на одной стороне, всадник на другой.

Особенностями монет Севта III являлись указание имени монарха без титула, изображение Зевса с чертами правителя. Кроме отчеканенных на собственных землях монет одрисы использовали в обороте деньги соседей — Македонии и державы Лисимаха, на которые могли наносить надчекан.

## Оценки
С. Ю. Сапрыкин и М. И. Тюрин считали Севта III выдающимся фракийским правителем, который возглавил сопротивление македонской экспансии. По мнению историков, популярность имени «Севт» в ономастиконе фракийцев и эллинов в последующие века свидетельствует о высоком авторитете правителя, восприятие его в качестве местного героя. В. О. Никишин, напротив, отмечал слабость власти Севта III, два неудачных восстания против македонян, которые завершились признанием верховной власти Лисимаха. К. А. Анисимов подчёркивал, что одрисский царь Севт III был не только верховным главнокомандующим объединённых под единым началом фракийских племён, но и верховным жрецом с полубожественным статусом. Об этом свидетельствуют как данные нумизматики — изображению Зевса на монетах приданы черты царя, так и данные археологических раскопок — центральный храм Севтополя был соединён с царской резиденцией в единый комплекс.
По мнению И. Ксидопулоса, Севт III, хоть и возглавил национальное фракийское восстание против македонян, находился под влиянием греческой культуры. Предположительно, по мнению историка, он получил греческое образование. По примеру других эллинистических правителей Севт III основал город, который назвал своим именем. Для постройки Севтополя он, о чём свидетельствуют особенности городского планирования, привлёк греческих архитекторов и градостроителей. Греческий текст на монетах, жена-македонянка дополняет образ правителя, который несмотря на желание достичь независимости для своего народа тяготел к греческой культуре.

## Обнаружение гробницы

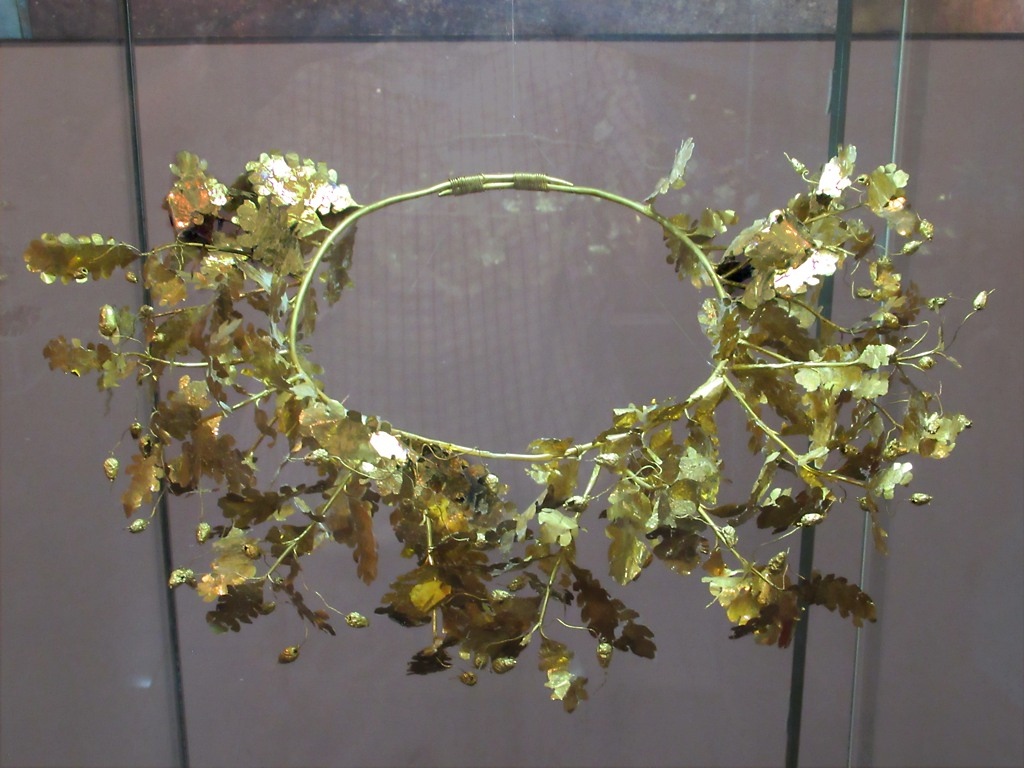
Золотой венок из гробницы Севта III

В 2004 году болгарский археолог Георгием Китов обнаружил недалеко от Шипки неразграбленную гробницу, возможно, место погребения Севта III. Такая идентификация связана с бронзовым изваянием, которое напоминает голову фракийского царя на монетах, а также шлемом с именем Севта в погребальной камере. Принадлежность гробницы Севту III оспаривается на основании обнаружения в ней других артефактов более позднего периода.

### Исследования
- Анисимов К. А. Фракийский монарх — царь, жрец, бог // Тульская историческая весна — 2020: кризисы в истории обществ: разрушительное и созидательное. Материалы всероссийской научной конференции молодых учёных, посвящённой 75-летию Победы в Великой Отечественной войне. — Тула: Тульский государственный педагогический университет им. Л. Н. Толстого, 2020. — С. 62—67.
- Виноградов Ю. Г. Политическая история Ольвийского полиса. VII—I вв. до н. э.: Историко-эпиграфическое исследование. — М.: Наука, 1989. — 288 с. — ISBN 5-02-008961-3.
- Дройзен И. Г. История эллинизма. — Ростов-на-Дону: Феникс, 1995. — Т. 2. — 544 с. — ISBN 5-85880-079-3.
- История на България (болг.). — София: Българската Академия на Науките, 1979. — Т. 1. Първобитнообщинен и робовладелски строй. Траки. — 471 с.
- Котова Д. Жената в древна Тракия (според античните текстове) (болг.). — София: Рал Колобър, 2013. — (STUDIA THRACICA, том 15). — ISBN 978-954-2948-47-6.
- Никишин В. О. История Древнего мира. Древняя Греция: учебник для академического бакалавриата. — М.: Юрайт, 2019. — 329 с. — (Бакалавр. Академический курс. Модуль). — ISBN 978-5-534-10010-5.
- Попов Д.[болг.]. Траки (болг.). — София: Изток-Запад, 2011. — ISBN 978-954-321-869-1.
- Сапрыкин С. Ю. Гето-дакийские царства эллинистической эпохи // Боспорские исследования. — 2010. — № 23. — С. 251—275. — ISSN 2413-1938.
- Сапрыкин С. Ю., Тюрин М. И. Граффити на керамике из Херсонесской усадьбы на Масляной горе // Вестник древней истории. — М.: Наука, 2015. — Вып. 294, № 3. — С. 172—194.
- Тачева М.[болг.]. История на българските земи в древността през елинистическата и римската епоха. — Второ допълнено издание. — София: Университетско изд-во "Св. Климент Охридски", 1997. — 358 с.
- Юрукова Й[англ.]. Монетите на тракийските племена и владетели (болг.). — София: Петър Берон, 1992. — Т. 1.
- A Companion to Ancient Thrace (англ.) / Edited by Julia Valeva, Emil Nankov, and Denver Graninger. — John Wiley & Sons, Inc, 2015. — ISBN 978-1-4443-5104-0.
- Arcibald Z. H. The Odrysian Kingdom of Thrace. Orpheus Unmasked (англ.). — Oxford: Clarendon Press, 1998. — ISBN 0-19-815047-4.
- Berve H. Das Alexanderreich auf prosopographischer Grundlage (нем.). — München: C. H. Beck`sche Verlagsbuchhandlung, 1926. — Vol. 2.
- Billows R. Antigonos the One-eyed and the Creation of the Hellenistic State (англ.). — Berkeley; Los Angeles; London: University of California Press, 1997. — ISBN 0-520-06378-3.
- Dimitrov D. P., Chichikova M. The Thracian City of Seuthopolis (англ.). — Oxford: British Archaeological Reports, 1978. — 63 p. — ISBN 0860540030.
- Heckel W. Who's Who in the Age of Alexander and his Successors. From Chaironea to Ipsos (338—301 BC) (англ.). — Barnsley: Greenhill Books, 2021. — 554 p. — ISBN 978-1-78438-648-1.
- Kiril Jordanov. Zopyrion en Thrace et en Scythie // The Thracian world at the crossroads of civilisations / Petre Roman, Saviana Diamandi, Marius Alexianu. — Bucharest: Vavila Edinf SRL, 1997. — 713 с. — ISBN 978-973-98334-0-0.
- Lund H. S. Lysimachus. A study in early Hellenistic kingship (англ.). — L.; New York: Routledge, 2002. — ISBN 0-203-20684-3.
- Manov M. The Hellenistic Tomb with Greek Inscription from Smyadovo, Bulgaria — Reconsodered (англ.) // Journal of Ancient History and Archaeology. — 2019. — Vol. 6, iss. 3. — P. 99—118. — ISSN – 266X 2360 – 266X. — doi:10.14795/j.v6i3.437.
- Pitt E. M., Richardson W. P. Hostile Inaction? Antipater, Craterus and the Macedonian Regency (англ.) // The Classical Quarterly. — Cambridge: Cambridge University Press, 2017. — Vol. 67, iss. 1. — P. 1—11. — ISSN 0009-8388. — doi:10.1017/S0009838817000301.
- Swoboda H[нем.]. Seuthes 4 // Paulys Realencyclopädie der classischen Altertumswissenschaft :  [нем.] / Georg Wissowa. — Stuttgart : J. B. Metzler’sche Verlagsbuchhandlung, 1923. — Bd. II A,2. — Kol. 2022—2023.
- Xydopoulos I. The Odrysian kingdom after Philip II: Greek- and Self-perception (англ.) // Eirene. — 2010. — Vol. 46, iss. 1—2. — P. 213—222.